# Бурханіє (ільче)
Бурханіє (тур. Burhaniye) — ільче (округ) у складі ілу Баликесір на заході Туреччини. Адміністративний центр — місто Бурханіє.

## Склад
До складу ільче (округу) входить 1 буджак (район) та 27 населених пунктів (2 міста та 25 сіл):

### Найбільші населені пункти
| №  | Населений пункт | Населення, осіб (2010) |
| -- | --------------- | ---------------------- |
| 1  | Бурханіє        | 39 840                 |
| 2  | Пеліткьой       | 2 186                  |
| 3  | Кизикли         | 1 815                  |
| 4  | Бахадинли       | 683                    |
| 5  | Бьорезлі        | 672                    |
| 6  | Шаркьой         | 667                    |
| 7  | Карадере        | 636                    |
| 8  | Куюмджу         | 532                    |
| 9  | Чорук           | 416                    |
| 10 | Сюбейлідере     | 350                    |